# The Fireflies
The Fireflies er en dansk countrygruppe, som blev dannet i forbindelse med X Factor 2010, da dommeren Carsten "Soulshock" samlede Henriette Andersen (18 år, fra Skanderborg), Julia Fabrin (22 år, fra København (f. 6.3.1987)) og Mathilde Christensen (17 år, fra Randers (f. 4.5.1994 )), der havde meldt sig til konkurrencen som solister, men var blevet frasorteret inden "superbootcamp". The Fireflies endte på fjerdepladsen i konkurrencen. Sony Music havde i forbindelse med X Factor førsteret til at skrive kontrakt med dem, men valgte at lade være med at gøre brug af denne ret. Efterfølgende har gruppen fået en pladekontrakt med A:larm Music. Den. 26. april 2010 udsendte The Fireflies singlen "It's Useless", der er produceret af Soulshock & Karlin og er første single fra deres debutalbum.

## The Fireflies i X Factor
| Uge | Tema            | Sang                             | Original kunstner | Resultat    |
| --- | --------------- | -------------------------------- | ----------------- | ----------- |
| 1   | Frit valg       | "You're Still the One"           | Shania Twain      | Gik videre  |
| 2   | Michael Jackson | "Human Nature"                   | Michael Jackson   | Gik videre  |
| 3   | Rock            | "Wake Me Up When September Ends" | Green Day         | I farezonen |
| 4   | UK Number Ones  | "Bridge over Troubled Water"     | Simon & Garfunkel | Gik videre  |
| 5   | James Bond      | "For Your Eyes Only"             | Sheena Easton     | Gik videre  |
| 6   | Gasolin'        | "Hvad gør vi nu, lille du"       | Gasolin'          | Stemt ud    |
| 6   | Seernes valg    | "Jolene"                         | Dolly Parton      | Stemt ud    |

Den 18. oktober 2010 udkom deres første CD, som blot var betitlet med deres kunstnernavn The Fireflies.

## Udgivelser

### The Fireflies
CD 1:
- 01. 25 Signs
- 02. Can’t Make Me Love You
- 03. Nowhere
- 04. The Worst Part
- 05. It’s Useless
- 06. Starting from Scratch
- 07. Break It to My Heart
- 08. I’ll Do Anything
- 09. Tears Run Dry
- 10. By Heart
- 11. Miss You the Most

CD 2:
- 01. Sauna Sessions Cd2
- 02. Landslide
- 03. Buses and Trains
- 04. Bridge over Troubled Water
- 05. Wild Horses
- 06. Human Nature